# Сацукі (1925)
«Сацукі» (Satsuki, яп. 皐月) — ескадрений міноносець Імперського флоту Японії, який взяв участь у Другій світовій війні.
Корабель, який став першим (за часом закладання) серед есмінців типу «Муцукі», спорудили у 1925 році на верфі Fujinagata в Осаці.
На момент вступу Японії у Другу світову війну «Сацукі» належав до 22-ї дивізії ескадрених міноносців, яка 29 листопада 1941-го прибула з Японії до Мако (важлива база ВМФ на Пескадорських островах у південній частині Тайванської протоки). 7 грудня «Сацукі» разом зі ще 5 есмінцями та легким крейсером вийшли для супроводу конвою з десантом до Апаррі на північному узбережжі острова Лусон (перед доставкою головних сил до затоки Лінгайєн японці висадили на Філіппінах цілий ряд допоміжних десантів). Висадка на не зайняте ворожими силами узбережжя успішно відбулась вранці 10 грудня.
З 18 грудня 1941-го «Сацукі» у складі того ж загону супроводжував сили вторгнення до Лінгайєн, а саме 1-й транспортний загін, що включав 27 транспортів та рухався з Такао (наразі Гаосюн на Тайвані). Висадка відбулась в ніч на 22 грудня.
З 31 грудня 1941-го «Сацукі» разом з іншими численними есмінцями ескортував Третій малайський конвой, який мав доправити чергову партію японських військ з Формози на півострів Малакка (вторгнення сюди почалось ще 8 грудня, у день нападу на Перл-Гарбор — тільки по інший бік лінії зміни дат). 8 січня 1942-го основна частина транспортів прибула до Сінгори (наразі Сонгкхла) в одній з найпівденніших провінцій Сіаму поблизу кордону з британською Малаєю.
На початку лютого 1942-го розпочався рух конвої в межах підготовки десанту на головний острів Нідерландської Ост-Індії — Яву. 5—10 лютого «Сацукі» та ще один есмінець супроводили з Такао до Камрані третю групу транспортів із 18 суден. 18 лютого з Камрані вийшли 56 транспортів, при цьому первісно їх безпосередній ескорт складався із легкого крейсера та 10 есмінців (в тому числі «Сацукі»), а 21 лютого в районі островів Анамбас до них приєднались ще один легкий крейсер та 5 есмінців. На підході до Яви конвой розділився на три основні загони, які рушили до визначених їм пунктів висадки. «Сацукі» разом з 5 іншими есмінцями прикривали операцію у Мерак (східне узбережжя Зондської протоки на сотню кілометрів на захід від Батавії). Висадка відбулась в ніч на 1 березня та пройшла на цій ділянці без ускладнень (а от основний загін, що прикривав у розташованій дещо на схід затоці Бантам був атакований ворожими крейсерами, які намагались вирватись у Індійський океан після поразки в битві у Яванському морі — зіткнення, відоме як бій у Зондській протоці).
Наприкінці березня 1942-го корабель залучили до операції заволодіння островом Різдва (три з половиною сотні кілометрів на південь від західної частини Яви). 29 березня із затоки Бантам вийшов загін, в якому окрім «Сацукі» були ще 6 есмінців та 3 легкі крейсери. Висадка відбулась 31 березня і практично не зустріла спротиву. Наступної доби підводний човен важко пошкодив один крейсер, проте «Сацукі» не залучали до операції з його буксирування на базу.
До початку літа 1942-го «Сацукі» залишався у Південно-Східній Азії та займався ескортною службою. 9 червня есмінець прибув до Сасебо (обернене до Східнокитайського моря узбережжя Кюсю) та до 24 червня проходив там ремонт, після чого повернувся до попередньої служби. З 19 жовтня по 30 листопада «Сацукі» пройшов новий ремонт у Сасебо.
21—29 січня 1943-го «Сацукі» разом зі ще 2 есмінцями ескортував переобладнаний гідроавіаносець «Камікава-Мару» з Японії до Рабаула (головна передова бази в архіпелазі Бісмарка, з якої здійснювались операції на Соломонових островах та сході Нової Гвінеї), а потім на якірну стоянку Шортленд (прикрита групою невеликих островів Шортленд акваторія біля південного завершення острова Бугенвіль, де зазвичай відстоювались легкі бойові кораблі та перевалювались вантажі для подальшої відправки далі на схід Соломонових островів).
На момент прибуття корабля до Меланезії тут добігала завершення шестимісячна битва за Гуадалканал і Фуміцукі залучили до евакуації японських сил з цього острова. 1, 4 та 7 лютого 1943-го «Сацукі» у складі великого загону есмінців (всього залучили 20 кораблів цього класу) здійснив рейси з Шортленду для евакуації японських військ з Гуадалканалу, при у перших двох випадках він належав до групи прикриття.
12 лютого 1943-го «Сацукі» разом зі ще одним есмінцем ескортував військовий транспорт «Нодзіма» у рейсі до Коломбангари в центральній частині Соломонових островів (унаслідок несприятливого розвитку битви за Гуадалканал японці з листопада узялись за облаштування баз у розташованому тут архіпелазі Нью-Джорджія). А 13—17 лютого ці ж есмінці супроводили з Шортленду до Палау (західна частина Каролінського архіпелагу) легкий крейсер «Сендай».
У цей час японське командування проводило операцію «Хей Го», метою якої була доставка нових військових контингентів для посилення гарнізонів на північному узбережжі Нової Гвінеї. 22—26 лютого 1943-го «Сацукі» разом з двома іншими есмінцями супроводив четвертий ешелон конвою «Хей № 3 Го» з Палау до Веваку (тут була головна японська база на Новій Гвінеї), а потім вже самостійно провів транспорти назад на Палау, куди вони прибули 1 березня. З 6 по 12 березня 1943-го «Сацукі» разом зі ще 4 есмінцями ескортував конвой «Ганза №  1» з Палау за затоки Ханза (півтори сотні кілометрів на схід від Веваку), а потім разом з 2 есмінцями пройшов до Рабаула, куди загін прибув 14 числа.
Невдовзі «Сацукі» залучили до виконання транспортних рейсів. Так, 29—30 березня «Сацукі» разом зі ще 3 есмінцями спробував здійснити похід із Кавієнга (друга за значенням японська база у архіпелазі Бісмарка на північному завершенні острова Нова Ірландія) до новогвінейського Фіншхафену (на східному завершенні півострова Хуон), проте цей похід у підсумку перервали через атаку ворожої авіації (можливо відзначити, що небезпеку походів у цей регіон за кілька тижнів до того довів розгром японського конвою в битві у морі Бісмарка).
8 квітня 1943-го «Сацукі» разом з «Мінадзукі» та «Нагацукі» ходив до півострова Сурумі (центральна частина південного узбережжя Нової Британії), де японці мали резервний аеродром у Гасматі, призначений для забезпечення аварійних посадок літаків, які здійснювали операції на Новій Гвінеї, а 17 квітня виконав рейс до острова Гарове (у морі Бісмарка за три сотні кілометрів на захід від Рабаула).
У травні «Сацукі» здійснив аж три виходи до Сурумі — 4, 7, 11 та 23 числа, при цьому в перших двох разом з ним прямували есмінці «Мінадзукі» і «Нагацукі» та легкий крейсер «Юбарі», а у третьому лише «Мінадзукі» і «Нагацукі». 28 травня корабель вийшов у море разом з «Нагацукі» та «Мінадзукі» із завданням здійснити транспортний рейс до Коломбангари. Втім, похід довелось перервати, коли «Сацукі» та «Нагацукі» наскочили на риф на південний схід від Бугенвілю. Хоча есмінці не зазнали особливих пошкоджень, проте «Сацукі» довелось рушити назад до Рабаула, де він до 3 червня проходив ремонт.
4 та 8 червня 1943-го «Сацукі» виходив з Рабаула у західному напрямку для доставки підкріплень до Тулуву на мисі Глочестер, що утворює західне завершення острова Нова Британія (тобто на протилежному березі протоки від нещодавно згаданого Фіншхафену) — перший раз самостійно, а другий разом із «Нагацукі». 26—27 червня «Сацукі» разом з есмінцями «Мотідзукі» та «Юнагі» транспортний здійснив рейс з Рабаула через Шортленд до Коломбангари.
30 червня 1943-го союзники розпочали операцію по оволодінню архіпелагом Нью-Джорджія і японське командування почало реалізовувати контрзаходи. 2 липня «Сацукі» вийшов з Шортленду для обстрілу острова Рендова (біля південного узбережжя Нью-Джорджії), причому в загоні були ще 7 есмінців та легкий крейсер). Бомбардування відбулось в ніч на 3 липня та виявилось не вельми результативним.
4—5 липня 1943-го «Сацукі» разом з трьома іншими есмінцями знову вирушив до Коломбангари. На переході японські есмінці виявили ворожі кораблі та відійшли, проте перед тим дали в їх бік торпедний залп, який призвів до потоплення американського есмінця USS Strong (вважається, що дистанція цього залпу — 20 км — стала найбільшою в історії успішних торпедних атак).
5—6 липня 1943-го відбувся черговий рейс до Коломбангари, причому «Сацукі» діяв у складі загону із 10 есмінців та належав до транспортної групи. Похід призвів до нічного бою у затоці Кула, під час якого есмінець з тієї ж групи «Нагацукі» при спробі висадити війська наскочив на мілину біля гавані Бамбарі (східне узбережжя Коломбангари). «Сацукі» намагався стягнути «Нагацукі» на глибоку воду, проте не зміг (з настанням світового дня цей корабель буде добитий ворожими літаками).
9 липня 1943-го «Сацукі» разом з трьома іншими есмінцями здійснив успішний рейс до Коломбангари з військами та припасами. 12 липня 1943-го 1 легкий крейсер та 9 японських есмінців вирушили у черговий рейс до Коломбангари, під час якого «Сацукі» та 3 інші кораблі само становили транспортну групу. В ніч на 13 липня японський загін вступив у битву при Коломбангарі, проте «Сацукі» не узяв у ній участь оскільки займався висадкою військ.
17 липня 1943-го під час авіанальоту на Шортленд «Сацукі» дістав пошкодження від близького вибуху та обстрілу, його максимальна швидкість впала до 20 вузлів. Есмінець пройшов для аварійного ремонту до Рабаула, 28—31 липня ескортував звідси конвой на Трук, а 4—9 серпня разом зі ще щонайменше одним есмінцем супроводжував ескортний авіаносець «Тайо» з Труку до Йокосуки. Після цього з 10 по 31 серпня «Сацукі» пройшов повноцінний ремонт у Куре. Під час якого, зокрема, зняли одну установку головного калібру та додали дві строєні та одну здвоєну установки 25-мм зенітних автоматів.
5—12 вересня 1943-го «Сацукі» пройшов з Японії до Меланезії, де добігала завершення невдала для японців битва за архіпелаг Нью-Джорджія. Японське командування вирішило евакуювати звідти останні гарнізони і 28 вересня та 2 жовтня «Сацукі» у складі значної групи есмінців виходив з цією метою до Коломбангари.
7 жовтня 1943-го «Сацукі» разом з есмінцями «Амагірі» та «Мотідзукі» здійснив похід до півострова Сурумі (центральна частина південного узбережжя Нової Британії), де японці мали резервний аеродром у Гасматі, призначений для забезпечення аварійних посадок літаків, які здійснювали операції на Новій Гвінеї (можливо відзначити, що цієї ж доби інший загін есмінців евакуював останніх японських бійців з архіпелагу Нью-Джорджія, куди протягом 1943-го багаторазово ходив «Сацукі»).
До кінця місяця «Сацукі» виконав ще три транспортні рейси — 9 жовтня разом з «Юнагі» до Буки (порт на однойменному острові біля північного завершення Бугенвіля), 21 жовтня з «Фумідзукі» та «Юнагі» до мису Дамп'єр (південне узбережжя Нової Британії за дві з половиною сотні кілометрів на південний захід від Рабаула) та 24 жовтня з «Фумідзукі» до острова Гарове. Під час останнього з цих походів «Сацукі» зачепив не позначений на картах риф, так що через отримані пошкодження його максимальна швидкість впала до 16 вузлів. Як наслідок, корабель вирушив на ремонт, при цьому до Палау він ескортував танкер «Акебоно-Мару», а потім з 5 по 12 листопада супроводжував конвой FU-503 з Палау до Японії (при цьому 9 листопада есмінець провів порятунок уцілілих з транспорту «Тага-Мару», який потоплений підводним човном).
До 7 грудня 1943-го «Сацукі» пройшов доковий ремонт у Сасебо, а в період з 10 по 18 грудня прямував через Палау до Рабаула, беручи участь у ескортуванні конвоїв. По прибутті до Меланезії корабель знову залучили до транспортних рейсів — 21 грудня він ходив до Гарове разом з «Мінадзукі», а 29 грудня (разом з «Фумідзукі») та 31 грудня (з «Мацукадзе») виконав рейси до Кавуву (Гавуву) на мисі Хоскінс (північне узбережжя Нової Британії дещо менш ніж за дві з половиною сотні кілометрів на південний захід від Рабаула), де японці мали аеродром (взагалі у кінці грудня дев'ять есмінців здійснили доставку до Гавуву підкріплень та предметів матеріального забезпечення, при цьому підсилення гарнізону збіглося з початком кампанії союзників на Новій Британії — 26 грудня американці висадились на західному завершенні острова на мисі Глочестер).
3—4 січня 1944-го «Сацукі» виходив з Рабаула до Кавієнгу, при цьому в районі останнього потрапив під удар ворожої авіації. Унаслідок обстрілу та близьких розривів на кораблі загинула певна кількість членів екіпажу (всього чотири десятки моряків на «Сацукі» та «Фумідзукі»), при цьому внаслідок отриманих пошкоджень його максимальна швидкість впала до 24 вузлів. 12—15 січня «Сацукі» ескортував з Рабаула на Трук конвой №2112, а 20 січня разом зі ще 2 есмінцями рушив з Труку для супроводу конвою до Японії. Того ж дня підводний човен торпедував флотське судно-рефрижератор «Ірако» і на допомогу ескорту з Труку додатково вийшли есмінець, а потім і важкий крейсер. Ввечері 21 січня «Ірако» привели на буксирі на Трук, а 22 січня «Сацукі» отримав наказ рухатись для допомоги ескортному авіаносцю «Унйо», який був пошкоджений підводним човном та став на якір біля Сайпану (гавань була замала, щоб вмістити цей корабель). «Сацукі» здійснював патрулювання в районі перебування авіаносця, а з 27 січня разом з трьома іншими есмінцями почав ескортувати «Унйо» до Японії. На переході «Сацукі» кілька раз провадив атаки глибинними бомбами, причому щонайменше у двох випадках до групи «Унйо» дійсно намагались наблизитись американські підводні човни. 3 лютого есмінець відокремився від повільного загону (авіаносець не міг видавати більш як 12 вузлів) та попрямував уперед до Йокосуки. Втім, 6 лютого він повернувся та продовжив ескортувати «Унйо», який за цей час потрапив у шторм та зазнав додаткових пошкоджень. Нарешті, 8 лютого авіаносець прибув до Йокосуки.
З 11 лютого по 30 березня 1944-го «Сацукі» пройшов ремонт у Сасебо, під час якого, зокрема, отримав один додатковий 25-мм зенітний автомат. З 7 квітня по 30 травня 1944-го есмінець двічі пройшов до Мікронезії та назад у супроводі конвоїв — перший раз пунктом призначення був Палау, а вдруге «Сацукі» ходив на Маріанські острови до Сайпану та Гуаму. Після цього наприкінці червня есмінець пройшов чергову модернізацію в Йокосуці та отримав додатково одну строєну та одну одинарну установки 25-мм автоматів.
З 30 червня по 5 липня 1944-го «Сацукі» здійснив транспортний рейс до островів Огасавара, при цьому 4 липня поблизу Тітдзіми він отримав незначні пошкодження від авіанальоту. 17—24 липня есмінець, бравши одночасно участь в ескортуванні конвоїв, пройшов з Куре через Манілу в район Сінгапура до якірної стоянки Лінгга, де зосередились головні сили японського флоту (дії підводних човнів на комунікаціях вкрай ускладнювали доставку палива до Японії та призвели до рішення базувати флот у Південно-Східній Азії поблизу від районів нафтовидобутку). У Південно-Східній Азії «Сацукі» залучили до патрульно-ескортної служби.
З 6 по 20 вересня 1944-го «Сацукі» здійснював супровід конвою, який пройшов через Мірі (центр нафтовидобутку на північно-західному узбережжі Борнео) та Бруней до Маніли, при цьому вже 21 вересня Маніла стала ціллю для рейду американського авіаносного з'єднання. «Сацукі» отримав три прямі влучання бомбами та затонув, загинуло 52 члени екіпажу.